# André Martens
André Martens (* 8. Januar 1964) ist ein ehemaliger deutscher Fußballspieler.

## Werdegang
Martens spielte mit 18 Jahren für den FC St. Pauli in der Oberliga Nord. Ihm gelang mit den Hamburgern der Aufstieg in die 2. Fußball-Bundesliga, er stand in der Saison 1984/85 in drei Zweitligabegegnungen auf dem Platz. Im Dezember 1984 verließ der Außenstürmer den FC St. Pauli nach Meinungsverschiedenheiten mit Trainer Michael Lorkowski, des Weiteren bemühte sich der Verein, Geld einzusparen. Er wechselte zum Oberligisten SV Lurup, St. Pauli verweigerte im Januar 1985 zunächst die Freigabe, ehe er zum Luruper Aufgebot zählte. Im Rahmen des Wechsels wurde ein Freundschaftsspiel zwischen den beiden Mannschaften vereinbart, das Anfang August 1985 bestritten wurde.